# Charles Pelletier (homme politique)
Pour les articles homonymes, voir Charles Pelletier et Pelletier.
Charles Pelletier, né le 25 juillet 1927 à Reims et mort le 13 août 2019 à Meaux, est un homme politique français.

## Biographie
Charles Pelletier, agriculteur et docteur en droit, maire de Vinantes depuis 1977, devient sénateur en remplacement d'Étienne Dailly, nommé membre du Conseil constitutionnel, et adhère au groupe RDE au Sénat.
Il est battu lors des sénatoriales de 1995,,.
Avec  Maurice Droy, maire du Mesnil-Amelot, Jean Huraux, maire de Mauregard, et Daniel Haquin, maire de Juilly, il contribue à la création du district Plaines de France,  transformé plus tard en  la communauté de communes de la plaine de France, et qui a fusionné en 2013 avec sa voisine pour former l'actuelle communauté de communes Plaines et Monts de France
Il parraine Jean-Marie Le Pen lors de l'élection présidentielle de 2002 ce qui crée une polémique. Il expliquera par la suite que son parrainage ne traduisait en aucun cas ses convictions politiques mais avait pour but de permettre à des millions de français de pouvoir exprimer leur vote. 
Denis Pisowicz, son ancien adjoint, lui succède à la mairie de Vinantes lors des municipales de 2008,,,,.
En 2009, il est nommé maire honoraire.

## Détail des fonctions et des mandats

### Mandat local
- 1977 - 2008 : Maire de Vinantes

### Mandat parlementaire
- 4 mars 1995 - 23 septembre 1995 : Sénateur de Seine-et-Marne

### Autres mandats
- Président de la Chambre d'agriculture de Seine-et-Marne pendant 20 ans[1].